# Dekanat krakowski
Dekanat krakowski – dekanat diecezji krakowsko-częstochowskiej Kościoła Polskokatolickiego w RP, obejmujący swoim zasięgiem większość obszaru  województwa małopolskiego oraz część województwa śląskiego. Siedziba dekanatu znajduje się w Krakowie.

## Parafie dekanatu krakowskiego
- parafia św. Anny w Bielsku-Białej, proboszcz: ks. dr Jerzy Bajorek
- parafia Wniebowstąpienia Pańskiego w Krakowie, proboszcz: ks. mgr Bartosz Norman
- parafia Wniebowzięcia Najświętszej Maryi Panny w Krakowie, proboszcz: ks. dziek. Piotr Własinowicz
- parafia Podwyższenia Krzyża Świętego w Tarnowie, proboszcz: ks. mgr Marian Wnęk